# Spartan: Total Warrior
Spartan: Total Warrior è un videogioco d'azione in stile hack and slash, sviluppato da The Creative Assembly e pubblicato da SEGA per le console PlayStation 2, Xbox e GameCube. È uno spin-off della serie Total War e, a differenza dagli altri capitoli, presenta diversi elementi fantastici, tra cui creature mitologiche e poteri divini. 
Il gioco è composto da 14 livelli, in cui s'impersona un solitario guerriero spartano che combatte con altri alleati greci contro l'Impero Romano, guidato da Tiberio e, nell'ombra, da Ares. Similmente a Dynasty Warriors della Koei, il gameplay prevede intere schiere di unità nemiche a schermo da affrontare contemporaneamente. 

## Trama

### Ambientazione
Il gioco è ambientato nel 300 a.C. e, nonostante al tempo indicato esistesse ancora la repubblica e non l'impero romano, prende atto durante il regno dell'imperatore Tiberio. The Creative Assembly dichiarò a tal proposito su Nintendo Power che l'intento dello studio non fosse quello di rappresentare un evento storico realmente avvenuto: gli spartani e i romani vennero scelti rispettivamente come protagonisti e antagonisti del titolo poiché considerati due dei più grandi popoli guerrieri di tutti i tempi e, di conseguenza, lo studio ritenne che un conflitto fittizio tra queste due potenze fosse in grado di esercitare un notevole interesse. Nella realtà, Roma conquistò la Grecia, la quale però era sotto il controllo della Macedonia.
I livelli del gioco sono divisi nei seguenti atti:
| Atto I                                                        | Atto II | Atto III |
| ------------------------------------------------------------- | --- | --- |
| 1. La tempesta 2. Un benvenuto spartano 3. L'ultima battaglia | 1. La valle desertica 2. Il branco selvaggio 3. La rovina degli eroi 4. I fantasmi di Troia 5. La sentinella 6. La resistenza | 1. La rivoluzione 2. L'Occhio di Apollo 3. Le Porte di Saturno 4. Morte e Giochi 5. Gli dei della battaglia |

### Sinossi
L'impero si sta espandendo in Grecia, conquistando l'intero paese eccetto la città di Sparta, che i romani, sotto la guida del Generale Crasso, si preparano ad assediare. Il giocatore controlla lo Spartano, un valente guerriero senza nome e senza passato, che combatte al fianco del suo popolo e ai diòscuri Castore e Polluce per difendere le mura della città. Lo Spartano riceve anche la visione di Ares, il dio della guerra, che gli propone un patto: se lo Spartano aiuterà Ares in una sua vendetta, l'altro lo ricompenserà svelandogli il suo passato. I romani vengono più volte respinti, nonostante Crasso arrivi a mandare il gigante di bronzo Talo ad attaccare le mura. La notte stessa, Ares ordina allo Spartano di entrare nel campo romano per recuperare le Spade di Atena; l'impresa riesce, e intanto lo Spartano libera anche numerosi prigionieri, tra cui la principessa amazzone Elettra; essa spiega ai suoi compagni che si era "sacrificata" per salvare le sue sorelle, per poi scappare finché non ha raggiunto gli Spartani, e avverte loro che i Romani hanno a disposizione una nuova potente arma. Il mattino dopo, l'arma si rivela essere una gigantesca macchina che sfrutta il potere di Medusa, in grado di trasformare intere falangi in statue di pietra, senza neanche bisogno che la Medusa li attacchi direttamente. Lo Spartano riesce però ad entrare un'altra volta nel campo romano, uccide Crasso e distrugge l'arma, recuperando anche lo scudo di Medusa e il suo potere, incanalato nella sua spada.
Ares parla un'altra volta allo Spartano, incitandolo ad andare a Troia per recuperare la lancia di Achille per poter così salvare Sparta. Lo Spartano viaggia attraverso i calanchi a nord della Grecia con Castore, Polluce ed Elettra e il loro esercito; durante il viaggio, i greci salvano un villaggio dai guerrieri barbari guidati da Beowulf, che lo Spartano fa fuori per poi recuperare il suo martello, il Divoratore di Morti. Il gruppo di eroi arriva infine a Troia, e lo Spartano s'incammina verso la tomba di Achille, incontrando per strada il prefetto pretoriano Seiano, mano destra dell'imperatore Tiberio, che si rivela un potente negromante che fa risorgere molti scheletri e guerrieri non-morti troiani e greci per combattere lo Spartano. Questi arriva poi alla tomba, ma Seiano lo obbliga a combattere con la sua nemesi, una sua esatta copia con le sue stesse abilità, e che conosce ogni sua mossa e pensiero. Lo Spartano però sopravvive un'altra volta e recupera la lancia di Achille, quindi si riunisce ai suoi compagni, e insieme affrontano varie ondate di non morti. Ma per la strada il gruppo rincontra per l'ennesima volta Seiano, che stavolta gli rivela che Sparta è stata distrutta dai Romani e rinfaccia loro di non essere stati lì a proteggerla.
L'obiettivo dello Spartano cambia così radicalmente: poiché Sparta ormai è caduta, l'unica cosa rimasta da fare è uccidere Tiberio, fermando così l'avanzata dell'Impero Romano; lascia allora la città, non prima di aver ucciso anche l'Idra, a guardia di Troia, e decide di viaggiare verso Roma. Lungo la strada si ferma prima ad Atene, anch'essa occupata dai romani ma pronta a ribellarsi guidata dallo scienziato e filosofo Archimede; lo Spartano protegge l'ateniese dai sicari romani, si mette ai servigi della resistenza e salva alcuni suoi membri da un'esecuzione. Seiano giunge con la sua guardia pretoriana per tentare di sedare la rivolta, ma essa assale la villa dove si trova il romano. Archimede rivela poi allo Spartano il modo per sconfiggere Seiano: usare l'Occhio di Apollo, un cannone di fulmini inventato da lui per illuminare la città di notte. Lo Spartano usa l'Occhio di Apollo per abbattere il drago Ladone, usato come destriero da Seiano; questi uccide però Polluce, che impegna Castore mentre lo Spartano ed Elettra affrontano il capo dei pretoriani, il quale alla fine cade per mano dei protagonisti.
Con Atene ormai libera, lo Spartano continua quindi il suo viaggio verso Roma: lasciata Elettra ad Atene per assicurarsi che i resti di Polluce ricevano il rispetto dovuto, egli, Castore e i greci attraversano le Alpi, dove devono passare per la fortezza romana chiamata Porte di Saturno. Inaspettatamente, vi si trova anche Seiano, resuscitato grazie alle sue sacerdotesse; lo Spartano è costretto quindi a riaffrontarlo, uccidendo prima le sacerdotesse, fonte del potere di Seiano, e poi quest'ultimo definitivamente. Giunto finalmente alle porte di Roma, lo Spartano decide di entrare nella città attraverso le fogne, mentre Castore ed Elettra (riunitasi insieme agli altri) si dirigeranno al Colosseo, dove secondo alcune fonti si sarebbe trovato Tiberio per assistere allo spettacolo, il quale riproduce la caduta di Sparta e la conquista della Grecia; il piano di Castore ed Elettra è quello di far esplodere la sua postazione con delle bombe, piano che offrirà dunque un diversivo per lo Spartano. Intanto quest'ultimo finisce il suo viaggio nelle fogne, dove incontrerà alla fine di esse il Minotauro. Vittorioso e uscito dalle fogne, lo Spartano scopre che il piano di Castore ed Elettra è fallito, poiché sono stati scoperti e costretti a far esplodere le bombe troppo presto; salva quindi i due amici, per poi dirigersi verso Tiberio per ucciderlo, non prima di essersi fatto strada tra le legioni e i pretoriani. Il terrorizzato imperatore tenta un ultimo colpo di coda, quindi decide di uccidersi cadendo dal palco e schiantandosi al suolo. Lo Spartano scende nell'arena per vedere Tiberio, ma vede invece Ares.
Il dio della guerra rivela allo Spartano la sua vera identità: egli era in realtà il figlio di una delle ancelle di Afrodite che aveva rivelato la storia d'amore della dea a suo marito Efesto; Ares così uccise l'ancella, e di conseguenza venne poi bandito dal mondo degli dei. Consapevoli del desiderio di vendetta di Ares, questi ultimi cancellarono la memoria allo Spartano, incluso il suo nome, e lo mandarono a vivere a Sparta, lontano da Ares, donandogli anche poteri ed abilità sovrumane. Deciso a trovare lo Spartano, Ares aveva quindi guidato i romani alla conquista della Grecia, che era quindi solo un trucco per trovarlo. Ora, grazie anche allo Spartano per aver recitato la propria parte alla perfezione, Leonida è morto, Sparta è stata distrutta, l'intera Grecia è ora dominio dell'Impero Romano, e la vendetta di Ares è completa, e solo lo Spartano può impedire la sua follia. Ares e lo Spartano lottano nella battaglia finale della vicenda, dove il mortale trionfa e viene raggiunto da Elettra e Castore mentre Ares, sconfitto, si dissolve.
(Castore, nel finale del gioco)

## Modalità di gioco
Il gioco possiede due modalità di gioco:
- La modalità Storia consiste nella lunga avventura dello Spartano attraverso luoghi lontani dalla sua patria, tra cui Troia, Atene e Roma, alla ricerca delle sue origini e al tempo stesso in missione per arrestare l'avanzata dell'Impero Romano. Nel corso della campagna, il protagonista espande il suo arsenale (inizialmente composto da spada, scudo e arco) ottenendo le Spade Gemelle di Atena, il Martello Divora-Morti di Beowulf e la Lancia di Achille. Alla fine di ogni livello è inoltre possibile potenziare il personaggio attraverso dei gettoni/token per migliorare la salute, il danno inflitto e la magia/potenza disponibile, oltre che evolvere le proprie armi, che comprendono lo Scudo della Medusa e una versione potenziata dell'arco soprannominata Arco del Potere. È inoltre possibile rigiocare liberamente i livelli già affrontati.
- Nella modalità Arena, il giocatore deve resistere alle ondate di nemici (tra cui i romani, i barbari e i non-morti) che cambiano e diventano più forti ad ogni round. All'interno delle aree di gioco sono sparsi dei bonus per far accorrere alcuni alleati comandati dall'intelligenza artificiale, sbloccare armi potenziate, o ripristinare la salute.

Il gameplay è in stile hack and slash e consiste principalmente nell'esecuzione di due tipi di attacchi: uno standard, rapido ed efficace contro singoli nemici, e uno radiale, lento e più indicato per affrontare interi gruppi alla volta. Inoltre, il giocatore può utilizzare uno scudo, un arco con frecce e alcuni poteri magici. Quando una fiasca di magia è piena (è possibile avere fino a tre fiasche quando lo Spartano è migliorato al massimo in termini di magia/potenza), il giocatore potrà eseguire una magia correlata all'arma che si sta utilizzando: per esempio, lo Scudo della Medusa è capace di pietrificare una grande quantità di nemici, mentre le Spade di Atena possiedono un attacco radiale che danneggiano i nemici circostanti con una potente scarica di fulmini, ma anche un attacco individuale che, sempre tramite la scarica di fulmini, può fare esplodere l'avversario colpito; il martello di Beowulf è invece capace di danneggiare i nemici circostanti tramite una potente onda d'urto di grandi dimensioni. Altra caratteristica degna di nota nel gioco è che, a prescindere dall'arma utilizzata, ogni colpo messo a segno riempie una barra della rabbia che circonda l'arma; quando la barra è piena, il giocatore può eseguire un attacco speciale capace di fare grandi danni al bersagli. Inoltre, è possibile trovare delle frecce infuocate che possono essere usate per fare esplodere appositi barili.
I combattimenti, compresi quelli contro i boss, tendono a concentrarsi su battaglie in larga scala con combattenti multipli. Il giocatore dovrà solitamente affrontare orde di nemici, usando anche macchinari come balliste, e in determinate occasioni verrà aiutato da Castore, Elettra, Polluce, gli Ateniesi e gli Spartani. È comunque importante fare attenzione a bilanciare attacco e difesa, dato che uno stile troppo aggressivo può aprire punti deboli al giocatore. Oltre che a bloccare frecce in arrivo, lo scudo può essere utilizzato per una spazzata radiale capace di disarmare per pochi secondi una manciata di nemici (specialmente quelli con gli scudi), oppure per spingere all'indietro un singolo nemico a breve distanza (anche verso grandi altezze). Un nemico al tappeto può essere eliminato all'istante tramite una mossa finale da parte del giocatore con l'arma in mano.
Infine, è possibile trovare altari verdi o blu, che curano lo Spartano o ripristinano parte della sua magia, o anche casse che contengono frecce normali o infuocate, oggetti bonus per l'arena o pezzi del diario di Archimede che sbloccano nuovi schizzi dei personaggi e degli ambienti (concept art).

### Sfida nell'arena
Completato il terzo livello nella modalità storia, sarà possibile giocare una modalità di gioco aggiuntiva, appunto Sfida nell'arena, dove sarà possibile combattere un insieme di dieci ordate di vari nemici, con l'aggiunta di vari bonus sbloccati nella modalità storia.
| Arena di Roma                                                              | La valle dei barbari                                                                | Le reliquie troiane                                       | Colosseo pretoriano                                                                                | Arena dei gladiatori                                                                                 | Tutti contro tutti |
| -------------------------------------------------------------------------- | ----------------------------------------------------------------------------------- | --------------------------------------------------------- | -------------------------------------------------------------------------------------------------- | --- | ------------------ |
| Recluta romana Soldato romano Arciere romano Legionario pesante Centurione | Guerriero barbaro Razziatore barbaro Cacciatore barbaro Guerriero berserker Gigante | Guerriero non morto Guerriero scheletro Arciere scheletro | Guardia pretoriana Arciere pretoriano Legionario pretoriano Carnefice pretoriano Inferno Assassino | Gladiatore Hoplomacus con ascia Gladiatore Tracio con armi leggere Gladiatore Retiarius con tridente | Segreto            |

### Armi disponibili
- Kopis greco: l'arma base dei guerrieri greci, è disponibile, insieme a un normale scudo e all'arco, all'inizio del gioco.
- Scudo: arma difensiva dei guerrieri greci. Diventa lo Scudo di Medusa, usabile, tramite il suo potere, per pietrificare i nemici.
- Arco: preciso nel sparare una sola freccia o vari proiettili alla volta, può anche usare frecce infuocate per un tempo limitato.
- Spade di Atena: si trovano nel terzo livello, e sono rapide e agili, oltre che usabili per una difesa limitata.
- Martello del Divoramorti: la si ottiene uccidendo Beowulf, capo guerriero dei Dani; è lento, ma molto potente.
- Lancia di Achille: la si ottiene sconfiggendo Nemesi, una copia dello Spartano, e compensa la sua bassa velocità con un lungo raggio.

## Doppiaggio
| Personaggio        | Doppiatore originale | Doppiatore italiano   |
| ------------------ | -------------------- | --------------------- |
| Spartano           | Qarie Marshall       | Dario Oppido          |
| Imperatore Tiberio | Kevin Howarth        | Paolo de Santis       |
| Castore            | Tom Clark Hill       | Massimo Antonio Rossi |
| Seiano             | John Isaacs          | Lello Lombardi        |
| Polluce            | Noah Lee Margetts    |                       |
| Ares               |                      |                       |
| Elettra            | Julia Innocenti      |                       |
| Leonida            | Bill Roberts         | Riccardo Rovatti      |
| Beowulf            | Seamus O'Neil        |                       |
| Archimede          | Jay Benedict         | Umberto Bortolani     |
| Crasso             | Jay Simon            | Gabriele Duma         |

## Accoglienza
| Testata                          | Versione | Giudizio |
| -------------------------------- | -------- | -------- |
| Metacritic (media al 30-01-2020) | GC       | 73/100   |
| Metacritic (media al 30-01-2020) | PS2      | 74/100   |
| Metacritic (media al 30-01-2020) | Xbox     | 73/100   |
| Eurogamer                        | PS2      | 8/10     |
| Gamespot                         | GC       | 7.1/10   |
| Gamespot                         | Xbox     | 7.1/10   |
| Gamespot                         | PS2      | 7.1/10   |
| GameRadar+                       | GC       | [ 13 ]   |
| GameRadar+                       | PS2      | [ 13 ]   |
| GameRadar+                       | Xbox     | [ 13 ]   |
| IGN                              | GC       | 7.9/10   |
| IGN                              | PS2      | 7.9/10   |
| IGN                              | Xbox     | 7.9/10   |
| Nintendo Power                   | GC       | 8.5/10   |
| Official PlayStation Magazine    | PS2      | [ 18 ]   |
| Official Xbox Magazine           | Xbox     | 8.4/10   |

Il gioco ha ricevuto un'accoglienza positiva per tutte e tre le piattaforme su cui è stato rilasciato. Brent Goodsmith, di GamesRadar, ha affermato che il gioco "ha fatto quello che la serie Dynasty Warriors, della quale sta per uscire il suo decimo titolo per la PS2, deve ancora compiere".